# Tricholabus flavovariegatus
Tricholabus flavovariegatus là một loài tò vò trong họ Ichneumonidae.